# ضلع (تخصير)
ضِلع المِشَدّ أو الضِلع (وهي مؤنثة) عنصرٌ صُلْب من المُخَصِّر، في وسَط الجزء الأمامي. وهو نوعان: ضلع من جزء واحد، وضلع من جزئين.